# Gunung Bunder 2
Gunung Bunder 2 is een bestuurslaag in het regentschap Bogor van de provincie West-Java, Indonesië. Gunung Bunder 2 telt 8323 inwoners (volkstelling 2010).